# Sembat II Tierezakal
Sembat II Tiezerakal  (en armenio: Սմբատ Բ Տիեզերակալ, lit., 'amo del mundo') fue un rey de la Armenia Bagrátida que gobernó desde la capital Ani desde 977 a 989. 

## Primeros años

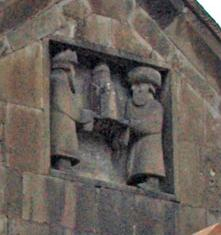
Representación de Smbat II Bagratuni (derecha), rey de Armenia, y su joven hijo Gurgen I, rey de Lori, en el monasterio de Haghpat.

En 976, durante sus primeros años de reinado, Bardas Esclero, general y cuñado del emperador bizantino Juan I Tzimisces, y gobernador del thema de Mesopotamia, se sublevó contra Basilio II y obtuvo una victoria sobre los imperiales en el thema de Likandos (finales del 976), supuestamente gobernado por Sakhakios Brakhamios (Sahak Bahram) que sería de origen armenio y partidario de Esclero. Este último obtuvo también el apoyo de los príncipes expoliados de Taron, Grigor y Pankratios (hijos de Ashot y nietos de Gregorio), de su primo Romano (hijo de Bagrat o Pankratios), y también de un príncipe llamado Zaphraki, señor de Mokq o Moxoene. En 978 Esclero derrotó en Amorium a Bardas Focas, enviado contra él, tras lo que se retiró al Thema de Carsiano, y después a Sebaste. Allí pidió ayuda al curopalata de Klardjetia David, al que cedió numerosos distritos fronterizos (entre ellos Khaltoyarish, Tzurmere, Karin, Basean, Fasiana, la fortaleza de Sevuk y Mardali (hoy Tekman)) a cambio de la ayuda prestada, y le va a prometer también Harqy Apahuniq, es decir, las tierras del antiguo emirato de Manazkert. David envió doce mil hombres dirigidos por Juan Tornicio y con un lugarteniente llamado Djodjk, gracias a los cuales Bardas Focas aplastó a Esclero en la batalla de Pankalia el 24 de marzo de 979.

## Fase intermedia
Durante su reinado, Sembat reformó la ciudad de Ani e inició la construcción de una catedral (que acabará su hermana Katramida). También construyó un monasterio en Marmashen (afluente oriental del Akhurean), construcción encargada a Bahram Pahlavuni y concluido después de 994. 
En 982 su hermano Gurgen, que había recibido del padre el feudo de Tashir con Lorri como capital —incluyendo Tzoroget, el país del Sevordiq, los distritos de Kaien, Kaidzon, Khorkhoruniq y Bazkert (territorios denominados por los georgianos Somkhetia)— tomó el título real (Thagavor, rey) sin que Sembat II pudiera evitarlo. Esta dinastía (reyes Korikian de Lorri y también reyes de los Aluanq o Aghuans y reyes de Tzoroget) duró desde 982 hasta mediados del siglo XIII. Gurgen murió sobre el 989 y le sucedió su hijo David Anholin (989-1048). 

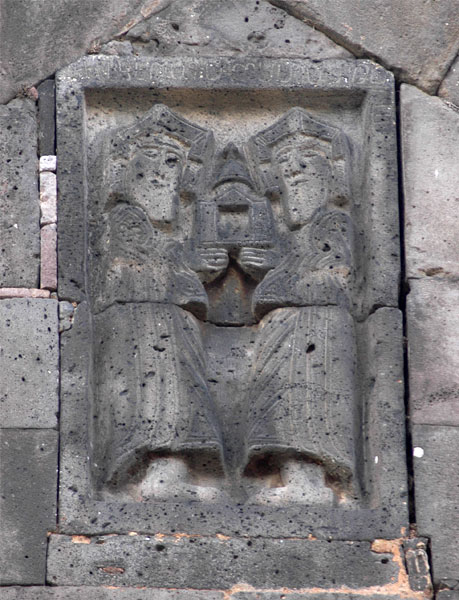
Bajo relieve en el monasterio de Sanahin, en la iglesia de Todos los Santos.

Las relaciones de Sembat II con su tío Mushel, rey de Kars, fueron tensas. La fortaleza de Shatik, que era de Mushel, fue ocupada por Sembat y Mushel pidió ayuda al curopalata de Klardjetia David (990-1001) que fue a Armenia y acampó en Bavatsdzor al Shirak. Sembat tuvo que devolver a Mushel la fortaleza de Shatik, y se estableció la paz. Pero Mushel no quedó satisfecho y se alió con el musafírida Abul Haidja (Abelhadj) emir de Dwin y Arran. Este entró en Vanad (Kars) y destruyó algunas iglesias; entonces atacó al emir de Goltn (Ordubad, al sudeste de Nakhichevan), Abu Dulaf al-Shaybani (dinastía Saibanida de Goltn), que lo derrotó y le tomó sus posesiones armenias, principalmente Dwin y más tarde Arran.
El emir kurdo de Ardjesh y Khelat, el marwánida Badh (Abu Abdallah al-Husain ben Daustak al-Tsharbukhti, mientras, había conquistado en 983 Diyar Bakr, Mayyafariquin y Nisibe, que antes habían poseído los emires búyides o Buwayihdes de Djibal y aprovechó las guerras de los bizantinos para fortificar Manazkert. Entonces atacó y saqueó Mush al Taron y conservó Apahuniq (Manazkert) y Diyar Bakr hasta su muerte en 990 o 991. 
Hacia 987 el emir rawwádida Abul Haidja ben Rawwad (no confundir con el musafírida Abul Haidja de Dwin i Arran, derrotado por Abu Dulaf y después refugiado en Constantinopla y retornado a Armenia donde fue asesinado por un criado) derrotó al emir Abu Dulaf de Goltn (este de Nakhichevan) y siguió hasta Dwin, que se le sometió. Entonces se consideró ostikan de Armenia como tiempo atrás y va a solicitar tributos a los príncipes armenios. Sembat II, para evitar la guerra, pagó el tributo pedido y después de esto el emir volvió a Azerbaiyán. En 988 el emir murió durante una expedición a Vaspurakan y su hijo y sucesor Mamlam bien Abul Haidja firmó un tratado de paz con Sembat II. 
Después del 979, cuánto acabó la revuelta de Bardas Esclero, la política bizantina se dirigió a prohibir el culto armenio entre los numerosos armenios del imperio, establecidos en Tracia y Macedonia, Capadocia y Cilícia entre otros lugares. Más tarde se pidió al patriarca Khatshik que se uniera a la iglesia griega, cosa que no aceptó. En 986 Bardas Esclero volvió de su exilio en Bagdad y se proclamó emperador en Melitene, y pidió la ayuda del emir kurdo marwanida Badh, señor de Diyar Bakr, Khelat, Ardjesh y Manazkert. El emir le envió a su hermano Abu Ali y numerosos soldados. Por otro lado el general bizantino Bardas Focas se sublevó en Kharsian en Capadocia y también se proclamó emperador (15 de agosto del 987) y mediante una traición capturó a Esclero y le encerró en la fortaleza de Tyariaion (Ilghin) el 12 de septiembre del 987. Los contingentes marwanidas volvieron a sus dominios pero aprovecharon para saquear los territorios armenios. Niceforo Focas, hijo de Bardas, fue al curopalata de Klardjetia y pidió ayuda a David, que le dio dos mil caballeros, a las órdenes de dos hijos de Bagarat señor de Khaldia, probablemente dos príncipes de Taron (Romanos y un hermano) o bien el lugarteniente de David, Tshordvanel y su hermano; a cambio, Grigor, hijo de Ashot, de la otra rama taronita, participó en la lucha del lado de Constantinopla, y desembarcó con tropas en Trebisonda que distrajeron a los auxiliares georgianos de Focas. Entonces Bardas pudo ser derrotado en la batalla de Abydos, en los Dardanelos, el 13 de abril del 989. Mientras los georgianos habían derrotado a Grigor y se habían apoderado de Derxene y Taron. Contra ellos envió el emperador al patricio Joan Portiz que ganó a sus enemigos en la llanura de Bagarich al Djerdjan (990). David de Kartli se sometió al Imperio y prometió que al morir transferiría sus estados (Taiq o Tao-Klarjeti) al Imperio (David ya era mayor y no tenía hijos): Basilio confirmó a David como curopalata. 
Después de esto David se enfrentó con Bagrat III el unificador de Abjasia. Según el historiador armenio Asolik (no se menciona en las fuentes georgianas), David (y su aliado Bagrat II Regwan de Kartli) pidió ayuda al rey de Armenia que fue con contingentes propios, del rey de Kars, del de Vaspurakan, del de Siunia y del de Aghuania y Bagrat le pidió la paz. Bagrat tuvo que ceder como indemnización de guerra la fortaleza de Sakhureth cerca de Shamshwilde, que fue dada a Sembat (y que volvió a Abjasia a la muerte del rey).

## Últimos años
Al final de su vida el historiador Asolik le reprochó una ejecución injusta de un loco; una alianza con el emir Abul Haidja contra Abu Dulaf, y relaciones con su sobrina, hija de su hermana. 
Sembat II murió en 989 y le sucedió su hermano Gagik I.
| Predecesor: Ashot I | Rey de Armenia Armenia bagrátida 914-928 | Sucesor: Gagik I |

- Datos: Q666206
- Multimedia: Smbat II of Armenia / Q666206